# 小行星2958
小行星2958（2958 Arpetito）是一颗绕太阳运转的小行星，为主小行星带小行星。该小行星于1981年2月28日发现。
該小行星以拉西亞天文台的工作人員E·阿拉亞（E. Araya）、J·佩雷茲（J. Perez）、R·蒂格（R. Tighe）和A·托雷康（A. Torrecon）命名。

## 轨道参数
小行星2958的轨道半长轴为2.8731092 UA，离心率为0.017。